# Karlebo handbok
Karlebo handbok är en svenskspråkig handbok i maskinteknik som kom med sin första utgåva 1936.
Handboken gavs ut på initiativ av Selim Karlebo, som 1927 grundat Maskinaktiebolaget Karlebo som ett försäljningsbolag för verktygsmaskiner och verktyg. Handboken var avsedd som hjälp för Karlebos kunder inom industrin. Mer än 30 specialister anlitades för att skriva om sina områden i den första utgåvan av handboken. Handboken blev mycket populär, och kom att bli det svenskspråkiga standardverket för verkstads- och produktionsteknik. Handboken utökades successivt till att även fungera som en lärobok.
Populariteten gjorde att Karlebo AB bildade ett särskilt dotterbolag, Karlebo Förlag, för utgivningen av Karlebo handbok och andra handböcker. I början av 1990-talet drabbades Karlebo AB av ekonomiska problem och ställde in betalningarna i maj 1991. I samband med den efterföljande rekonstruktionen tog Liber Förlag över utgivningen av Karlebo handbok.

## Upplagor
| Upplaga | Årtal         | Omfattning | Kommentarer |
| ------- | ------------- | ---------- | --- |
| 1       | december 1936 | 498 s.     | Fullständig titel är Karlebo handbok: Teknisk handbok. |
| 2       | maj 1937      |            | |
| 3       | oktober 1938  |            | Tre nya kapitel har tillkommit. |
| 4       | december 1939 | 558 s.     | |
| 5       | 1941          | 591 s.     | |
| 6       | 1943          | 603 s.     | |
| 7       | 1948          | 778 s.     | |
| 8       | 1950          | 775 s.     | |
| 9       | 1957          | 899 s.     | Från denna upplaga gjordes texterna mer omfattande och mer lärobokslika.                                                                                           |
| 10      | 1960          | 904 s.     | |
| 11      | 1967          | 1007 s.    | Från denna upplaga infördes Internationella måttenhetssystemet (SI) i texterna. En rättad nytryckning av 11:e upplagan kom 1971, och ett 7-sidigt supplement 1976. |
| 12      | 1977          | 1166 s.    | |
| 13      | 1986          | 1304 s.    | |
| 14      | mars 1992     | 1327 s.    | Den första upplagan i Libers regi. Redaktör: Eva Bonde-Wiiburg. |
| 15      | januari 2000  | 1268 s.    | Redaktör: Eva Bonde-Wiiburg |
| 16      | 2015          | 1144 s.    | Redaktion: Stefan Björklund, Göran Gustafsson, Lennart Hågeryd, Bengt Rundqvist                                                                                    |